# العلاقات الجنوب إفريقية المالطية
العلاقات الجنوب أفريقية المالطية هي العلاقات الثنائية التي تجمع بين جنوب أفريقيا ومالطا.

## مقارنة بين البلدين
هذه مقارنة عامة ومرجعية للدولتين:
| وجه المقارنة                                              | جنوب أفريقيا | مالطا                                                     |
| --------------------------------------------------------- | --- | --------------------------------------------------------- |
| المساحة (كم2)                                             | 1.22 مليون | 316                                                       |
| عدد السكان (نسمة)                                         | 57.73 مليون | 465.29 ألف                                                |
| الكثافة السكانية (ن./كم²)                                 | 47.32 | 147.24 ألف                                                |
| العاصمة                                                   | بريتوريا، بلومفونتين، كيب تاون | فاليتا                                                    |
| اللغة الرسمية                                             | لغة إنجليزية، اللغة الأفريقانية، اللغة النديبلي الجنوبية، اللغة السوثو الشمالية، اللغة السوتية، لغة سوازي، اللغة التسونجا، اللغة التسوانية، اللغة الفيندية، اللغة الكوسية، اللغة الزولوية | اللغة المالطية، لغة إنجليزية                              |
| العملة                                                    | راند جنوب أفريقي | يورو، ليرة مالطية                                         |
| الناتج المحلي الإجمالي (بليون دولار)                      | 349.42 مليار | 12.54 مليار                                               |
| الناتج المحلي الإجمالي (تعادل القوة الشرائية) بليون دولار | 725.91 مليار | 14.68 مليار                                               |
| الناتج المحلي الإجمالي الاسمي للفرد دولار أمريكي          | 5.72 ألف | 22.60 ألف                                                 |
| الناتج المحلي الإجمالي للفرد دولار أمريكي                 | 13.05 ألف |                                                           |
| مؤشر التنمية البشرية                                      | 0.666 | 0.839                                                     |
| رمز المكالمات الدولي                                      | +27 | +356                                                      |
| رمز الإنترنت                                              | .za | .mt                                                       |
| المنطقة الزمنية                                           | ت ع م+02:00، أفريقيا/جوهانسبرغ ‏ | توقيت وسط أوروبا، ت ع م+01:00، ت ع م+02:00، أوروبا/مالطا ‏ |

## منظمات دولية مشتركة
يشترك البلدان في عضوية مجموعة من المنظمات الدولية، منها:
| علم المنظمة | اسم المنظمة                        | تاريخ انضمام جنوب أفريقيا | تاريخ انضمام مالطا |
| ----------- | ---------------------------------- | ------------------------- | ------------------ |
|             | يونسكو                             | 4 نوفمبر 1946             | 10 فبراير 1965     |
|             | وكالة ضمان الاستثمار متعدد الأطراف | 10 مارس 1994              | 12 سبتمبر 1990     |
|             | الأمم المتحدة                      | 7 نوفمبر 1945             | 1 ديسمبر 1964      |
|             | دول الكومنولث                      | 11 ديسمبر 1931            | ?                  |
|             | الفريق المعني برصد الأرض           | ?                         | ?                  |
|             | الاتحاد البريدي العالمي            | ?                         | ?                  |
|             | البنك الدولي للإنشاء والتعمير      | 27 ديسمبر 1945            | 26 سبتمبر 1983     |
|             | المنظمة الهيدروغرافية الدولية      | ?                         | ?                  |
|             | الاتحاد الدولي للاتصالات           | 1910                      | 1965               |
|             | منظمة حظر الأسلحة الكيميائية       | ?                         | ?                  |
|             | مؤسسة التمويل الدولية              | 3 أبريل 1957              | 1 يونيو 2005       |
|             | منظمة التجارة العالمية             | 1995                      | ?                  |
|             | مجموعة الموردين النوويين           | ?                         | ?                  |
|             | منظمة الشرطة الجنائية الدولية      | ?                         | ?                  |

## وصلات خارجية
- موقع وزارة الخارجية الجنوب أفريقية
- موقع وزارة الخارجية المالطية